# Micrempis dominicensis
Micrempis dominicensis är en tvåvingeart som beskrevs av Chillcott 1983. Micrempis dominicensis ingår i släktet Micrempis och familjen puckeldansflugor.
Artens utbredningsområde är Dominica. Inga underarter finns listade i Catalogue of Life.